# 拉干河
拉干河（River Lagan），又譯拉甘河，係北愛爾蘭主要河流，其長度60公里發源於唐郡的Slieve Croob山流至貝爾法斯特進入貝爾法斯特灣，終注入愛爾蘭海。

## 另見
- 愛爾蘭河流列表（英语：List of rivers of Ireland）